# Mendo de Gundar
Mendo de Gundar, nacido en Oviedo, Asturias, y fallecido en Telões, Portugal fue un caballero e hidalgo del siglo XII. Llegó a Portugal con el conde Enrique de Borgoña, al servicio de su esposa Teresa de León. Fue señor de Gondar y de São Salvador de Lafões, alcaide de Celorico de Basto y fundador del monasterio de Gondar. Murió en el municipio de Gestaçô, siendo sepultado en Telões.

## Relaciones familiares
Se casó en Galicia con Goda, con la que tuvo seis hijos: 
- Fernão Mendes de Gundar, «o Menino», que casó con Maria Anes.
- Lourenço Mendes de Gundar, se casó con Elvira Ourigues.
- Egas Mendes de Gundar, se casó con Maior Pais Pinto.
- Estevainha Mendes de Gundar, se casó con Pero Mendes de Aguiar.[1]
- Loba Mendes, se casó Diogo Bravo.
- Urraca Mendes, casada con Alvite Guedaz.[1]